# Aruppukkottai
Aruppukkottai è una suddivisione dell'India, classificata come municipality, di 83.999 abitanti, situata nel distretto di Virudhunagar, nello stato federato del Tamil Nadu. In base al numero di abitanti la città rientra nella classe II (da 50.000 a 99.999 persone).

## Geografia fisica
La città è situata a 09° 31' 09 N e 78° 05' 45 E.

## Società

### Evoluzione demografica
Al censimento del 2001 la popolazione di Aruppukkottai assommava a 83.999 persone, delle quali 41.959 maschi e 42.040 femmine. I bambini di età inferiore o uguale ai sei anni assommavano a 7.834, dei quali 3.978 maschi e 3.856 femmine. Infine, coloro che erano in grado di saper almeno leggere e scrivere erano 66.460, dei quali 35.783 maschi e 30.677 femmine.